# شنت قروش
شَنْتَ قُرُوش (بالإسبانية: Santa Cruz de la Sierra، تنقحر إلى سانتا كروث دي لا سييرا)‏، هي بلدية تقع في مقاطعة قصرش والتي تقع في منطقة إكستريمادورا، غرب إسبانيا. يبلغ عدد سكانها 346 نسمة، وفقًا لإحصائيات 2002.